# Битка при Самоково
Битката при Самоково през януари 1878 е битка от Втората сръбско-турска война. В нея османски войски (предимно албанци) удържат сръбското настъпление в долината на река Топлица и осуетяват завладяването на Косово от сърбите. Заради упоритата отбрана Самоково е наречен „втория Плевен“ в алюзия за станалите малко по-рано сражения между турци и руснаци в Северна България.

## Ход на битката
Самоково (наричан също и Самоков) е тесен планински гребен, който се извисява над десния бряг на Топлица южно от Куршумлия. След падането на Ниш в края на декември тук се укрепяват три батальона редовни и известен брой нередовни бойци начело с Мехмед бег със задачата да не допуснат сръбски пробив в направление към Прищина. Срещу тези сили настъпва Моравският корпус с командир полковник Милойко Лешанин.
След като на 7 януари завладява Куршумлия, Лешанин предприема няколко фронтални нападения срещу Самоковската позиция, най-сериозните от които са на 19 и на 22 януари. При първия щурм (19 януари) сърбите преодоляват стръмните склонове и предните албански окопи. Те достигат подножието на главния редут, разположен на върха на гребена, но са върнати назад от силния огън на защитниците и започналата снежна виелица. Дочаквайки подкрепления (една дивизия) от Тимошкия корпус, три дни по-късно Лешанин атакува отново по фронта. Атаката е спряна на 30 m от редута, когато албанците контраатакуват левия сръбски фланг откъм рида Радан.
В двата щурма сърбите губят между 800 и 1000 убити и ранени войници. Опитите за овладяване на Самоково са преустановени след известието, че сръбският съюзник Русия е сключила примирие с турците в Тракия.